# Avec amour et avec rage
Pour plus de détails, voir Fiche technique et Distribution.
Avec amour et avec rage (La costanza della ragione, litt. « la constance de la raison ») est un film dramatique franco-italien réalisé par Pasquale Festa Campanile, sorti en 1964. Il s'agit d'une adaptation du roman homonyme de Vasco Pratolini, La costanza della ragione, publié en 1963.

## Synopsis
Bruno est un jeune ouvrier fraiseur florentin ainsi que militant communiste. Il va jusqu'à refuser un nouvel emploi par conviction idéologique. Il fait bientôt la connaissance de Lori, une jeune femme qui a des idées bien arrêtées...

## Fiche technique
Sauf indication contraire, les informations mentionnées dans cette section peuvent être confirmées par la base de données cinématographiques IMDb,  présente dans la section « Liens externes ».
- Titre : Avec amour et avec rage
- Titre original : La costanza della ragione
- Réalisation : Pasquale Festa Campanile
- Scénario : Fabio Carpi, Pasquale Festa Campanile d'après le roman de Vasco Pratolini
- Assistants à la réalisation : Mirella Gamacchio, Franco Giraldi
- Photographie : Ennio Guarnieri
- Montage : Ruggero Mastroianni
- Scénographie : Pier Luigi Pizzi
- Musique : Giorgio Zinzi
- Son : Mario Faraoni
- Scripte : Franca Franco
- Costumes : Gabriella Pescucci
- Producteur : Nello Meniconi, Luciano Perugia
- Société de production : Franca Film, Société Nouvelle de Cinématographie (SNC)
- Format : Noir et blanc - Son mono - 35 mm
- Pays de production :  Italie -  France
- Langue de tournage : italien
- Genre : Drame
- Durée : 88 minutes (1h28)
- Dates de sortie : 
  - Italie : 26 novembre 1964 (Florence), 9 janvier 1965 (Milan), 30 janvier 1965 (Turin)
  - France : 4 août 1965

## Distribution
- Sami Frey : Bruno
- Catherine Deneuve : Lori
- Enrico Maria Salerno : Millo
- Norma Bengell : Ivana
- Andrea Checchi : le père de Lori
- Sergio Tofano : don Bonifazi
- Glauco Mauri : Luigi
- Valeria Moriconi : Giuditta
- Carlo Palmucci : Giorgio, l'ami de Bruno
- Decimo Cristiani : Armando, l'ami de Giorgio
- Lia Angeleri : la belle-mère de Lori

## Tournage
Les extérieurs du film sont tournés durant l'été 1964 en Toscane tandis que certaines scènes seront tournées en studio, au Centro Safa Palatino à Rome.